# Mamoudou Hanne
Ne doit pas être confondu avec Mamadou Kassé Hanne.
Mamoudou-Elimane Hanne (né le 6 mars 1988 à Ségou, au Mali) est un athlète français spécialiste du 400 mètres licencié au Racing Multi Athlon

## Carrière
Sélectionné pour les Championnats d'Europe en salle de Paris-Bercy, en mars 2011, il remporte en tant que troisième relayeur le titre continental du relais 4 × 400 mètres en compagnie de Leslie Djhone, Marc Macédot et Yoann Décimus. L'équipe de France établit à cette occasion un nouveau record de France de la discipline en 3 min 06 s 17.
Son cousin, Mame-Ibra Anne est également coureur de 400 m. 

## Palmarès
| Date                   | Compétition                       | Lieu                 | Résultat             | Épreuve              | Temps                |
| Représentant le Mali   | Représentant le Mali              | Représentant le Mali | Représentant le Mali | Représentant le Mali | Représentant le Mali |
| ---------------------- | --------------------------------- | -------------------- | -------------------- | -------------------- | -------------------- |
| 2007                   | Championnats d'Afrique juniors    | Ouagadougou          | 7e                   | 400 m                | 48 s 81              |
| Représentant la France |                                   |                      |                      |                      |                      |
| 2011                   | Championnats d'Europe en salle    | Paris                | 1er                  | 4 × 400 m            | 3 min 06 s 11        |
| 2011                   | Championnats d'Europe par équipes | Stockholm            | 2e                   | 4 × 400 m            |                      |
| 2013                   | Jeux de la Francophonie           | Nice                 | 6e                   | 400 m                | 47 s 93              |
| 2013                   | Jeux de la Francophonie           | Nice                 | 1er                  | 4 × 400 m            | 3 min 05 s 22        |
| 2014                   | Championnats d'Europe             | Zurich               | 3e                   | 4 x 400 m            | 2 min 59 s 83        |
| 2015                   | Championnats d'Europe par équipes | Tcheboksary          | 1er                  | 4 x 400 m            | 3 min 00 s 47        |
| 2015                   | Championnats du monde             | Pékin                | 6e                   | 4 × 400 m            | 3 min 00 s 65        |
| 2017                   | Relais mondiaux de l'IAAF         | Nassau               | 8e                   | 4 x 400 m            | 3 min 06 s 33        |
| 2017                   | Championnats d'Europe par équipes | Lille                | 5e                   | 4 x 400 m            | 3 min 03 s 92        |
| 2017                   | Championnats du monde             | Londres              | 8e                   | 4 x 400 m            | 3 min 01 s 79        |
| 2018                   | Jeux méditerranéens               | Tarragone            | 3e                   | 400 m                | 46 s 35              |
| 2018                   | Championnats d'Europe             | Berlin               | 4e                   | 4 x 400 m            | 3 min 2 s 08         |

## Records
| Épreuve | Épreuve   | Temps               | Lieu             | Date            |
| ------- | --------- | ------------------- | ---------------- | --------------- |
| 60 m    | En salle  | 6 s 84              | Eaubonne         | 12 février 2011 |
| 100 m   | Plein air | 10 s 52 (+ 1,9 m/s) | Cagnes-sur-Mer   | 22 juin 2013    |
| 200 m   | Plein air | 21 s 21 (+ 0,2 m/s) | La Roche-sur-Yon | 10 août 2011    |
| 200 m   | En salle  | 21 s 57             | Eaubonne         | 10 février 2012 |
| 400 m   | Plein air | 45 s 44             | Bruxelles        | 9 juillet 2017  |
| 400 m   | En salle  | 46 s 49             | Aubière          | 20 février 2011 |